# Чашниково (Семёнковский сельсовет)
Чашниково — деревня в Вологодском районе Вологодской области.
Входит в состав Семёнковского сельского поселения, с точки зрения административно-территориального деления — в Семёнковский сельсовет.

## География
Расстояние по автодороге до районного центра Вологды — 12 км, до центра муниципального образования Семёнково — 4 км. Ближайшие населённые пункты — Кувшиново, Пудега, Барачево.

## Население
По переписи 2002 года население — 98 человек (45 мужчин, 53 женщины). Преобладающая национальность — русские (97 %).

## Русская православная церковь
- Часовня в честь святой великомученицы Анастасии Узорешительницы[4]